# Savinja
Savinja je rijeka u Sloveniji. Duga je 99 km. Porječje iznosi 1884 km2. Izvire u Kamniškim Alpama. malo nakon ulazi u zemlju i 6 km teče kao ponornica. Zatim teče kroz Savinjsku dolinu i ulijeva se u Savu kod Zidanog Mosta. Dolina Sanje poznata je po uzgoju hmelja. U Savinju se ulijeva 20ak km dug potok Gračnica, dok je jedna od pritoka rijeka Voglajna, te Ložnica.